# Soupeur
Le terme soupeur est un mot d'argot désignant plusieurs pratiques sexuelles ayant comme principale caractéristique l'attrait de certains hommes pour les sécrétions uro-génitales d'autres hommes.

## Définitions

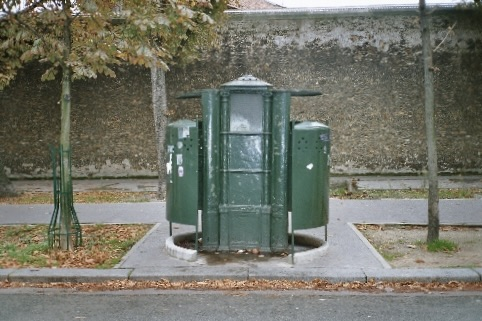
La dernière vespasienne parisienne du boulevard Arago, devant la prison de la Santé.

### 1redéfinition: boire de l'urine sans pain
Le terme soupeur désigne ainsi tout d'abord des individus qui éprouvent du plaisir à boire de l'urine d'autrui, à ne pas confondre avec les croûtenards qui, eux, utilisent notamment du pain abandonné volontairement dans des urinoirs publics (vespasiennes) pour le récupérer afin de le consommer (il était parfois attaché par une ficelle).   
Il existe également une pratique alternative, qui consiste à boucher volontairement un urinoir et d'attendre qu'il se remplisse. L'individu urine ensuite lui-même dedans en submergeant totalement son pénis dans l'urine des précédents usagers, d'où l'expression la plus fréquente, « faire trempette ».

### 2edéfinition: dans les bordels
On a également désigné par ce mot des individus fréquentant les maisons de prostitution, et qui prenaient plaisir à consommer généralement à même le sexe féminin la semence abandonnée par les clients précédents. D'autres appellations existent pour qualifier cet acte, comme « faire dînette ».
Dans son autobiographie One two two, l'ex-prostituée Fabienne Jamet évoque ainsi cette pratique : « À l'époque où je dirigeais le 122, j'avais un soupeur qui me prenait trente à quarante foutres à chaque visite ».
Parfois, les prostituées « truquaient » leur prestation et n'offraient qu'un ersatz de sperme en se badigeonnant les poils pubiens d'un mélange à base de blanc d'œuf, d'urine et de quelques gouttes d'eau de Javel.

## Les soupeurs dans les arts

### Littérature
Ces pratiques à la fois extrêmes et anodines ont souvent orné les descriptions des bas-fonds de Paris dans la littérature du milieu du XXe siècle : 
« Y avait les lopailles trop vertes pour aller déjà au Bois… Une même qui revenait tous les jours, son truc c’était les pissotières et surtout les croûtes de pain qui trempent dans les grilles… Il racontait ses aventures... Il connaissait un vieux juif qu’était amateur passionné, un charcutier rue des Archives… Ils allaient dévorer ensemble… Un jour, ils se sont fait poisser… » Louis-Ferdinand Céline, Mort à crédit, 1936.
« Certains croient savoir qu'il était fouetteur des dames, tortureur de chats le gros blond joufflu des photos !... mais que le petit maigre boiteux raffolait, lui, des croûtons de pain trempés en certains endroits... »  Louis-Ferdinand Céline, Entretiens avec le professeur Y, 1955
« Et je te cause pas de mon vieux fonds de vicelards, des pères fouettards, ni des soupeurs... J'avais rien à redire là-dessus. » Albert Simonin, Touchez pas au grisbi, 1953.
« Pas loin du métro, deux ou trois soupeurs patientaient » Auguste Le Breton, Razzia sur la chnouf, 1954.
« Je connais un soupeur… un de ces types qui mettent du pain dans les pissoirs publics… et qui le reprennent pour le manger imbibé d’urine » Silvio Fanti, L’Homme en micropsychanalyse, 1981.
« Des ivrognes, des prostituées, et même un soupeur » Joann Sfar, Pascin, 2005.
« J'avais douze ans. […] Martial, mon copain de la rue du Clos, s'était acoquiné avec un gars qui habitait rue des Orteaux, juste au-dessus de la vespasienne où les soupeurs mettaient à tremper leur quignon de pain dans la pisse. Ils y mettaient des pains entiers et venaient les reprendre le soir en douce. On les avait repérés, on était naïfs, on ne se doutait pas qu'ils les mangeaient, les pains gonflés d'urine. » Nan Aurousseau, Quartier charogne, 2012 Stock p. 100.

### Chanson
Dans le domaine de la musique populaire, Hector Zazou aborde le thème avec son morceau La Soupeuse, sur l'album La Perversita (1979) ; et de manière plus humoristique la chanteuse GiedRé fait aussi référence à ces pratiques dans sa chanson Les Croûtons sur l'album Ma Première Compil' (2014).
Dans la chanson Copains de soupe sortie en 2013, composée et interprétée par Salut c'est cool, le thème est suggéré par les mots « Souper Copain » et « La saveur biscuitée du gingembre relève le goût de l'amitié ».
Dans son Freestyle céleste, Hippocampe Fou cite les « soupeurs ».
La chanson Soupeur sortie en 2019 sur l'album Carambolage du groupe éponyme évoque également ce thème.